# Millennium Stadium
El Millennium Stadium (en galés, Stadiwm Mileniwm; en español, Estadio del Milenio), conocido desde 2016 por motivos de patrocinio como Principality Stadium (en galés Stadiwm Principality), es un estadio multiusos de la ciudad de Cardiff, capital de Gales.
Es el estadio nacional del país y sede tanto de la selección de rugby como de fútbol. Fue construido con el fin de albergar la Copa Mundial de Rugby de 1999. En él se han llevado a cabo muchos otros grandes eventos, como el concierto para el Tsunami, la Etapa Súper Especial del Rally de Gales Gran Bretaña, el Speedway Grand Prix de Gran Bretaña y numerosos conciertos de música.
Es propiedad de Millennium Stadium PLC, a su vez una filial de la Welsh Rugby Union (WRU). Fue diseñado en 1962 por el equipo de arquitectos Bligh Lobb Sports Architecture, que se fusionaron para convertirse en HOK Sport Venue Event, que pasaría a denominarse Populous a principios de 2009. WS Atkins fueron los ingenieros estructurales, y Laing O'Rourke el contratista. El coste total de la construcción fue de 121 millones de libras, de las cuales la Comisión del Milenio financió 46.
Abrió sus puertas en junio de 1999, y el primer gran evento que tuvo lugar en él fue un partido internacional de rugby el 26 de junio de 1999, en el que Gales venció a Sudáfrica en un amistoso por 29-19, ante una multitud en pruebas de 29 000 espectadores. Con un aforo total de 74 500 sentados, es el tercer estadio más grande en el campeonato del Seis Naciones, tras el Stade de France y el Twickenham de Inglaterra, siendo este último el mayor. A su vez, el segundo con mayores dimensiones a nivel mundial. Cuenta con un techo totalmente retráctil, y fue el segundo estadio de Europa en tener esta característica.

## Historia

### Orígenes, y antecedentes
Hasta 1969, el Cardiff RFC y la selección de rugby de Gales jugaron sus partidos como local en el mismo terreno de juego del Cardiff Arms Park, pero esto cambió en la temporada 1969-70. Como resultado de un acuerdo entre el Cardiff Athletic Club y Welsh Rugby Union (WRU), el proyecto del Estadio Nacional estableció que era necesaria la construcción de uno nuevo en el que se pudiesen albergar los partidos y eventos internacionales, de esta forma, el Cardiff RFC se trasladaría a uno nuevo construido en el campo de cricket original situado en el mismo lugar que el antiguo Cardiff Arms Park. El 7 de abril de 1984, el Estadio Nacional fue inaugurado oficialmente, sin embargo, en 1994 un comité de reconstrucción se estableció para considerar la posibilidad de remodelarlo, y en 1995 la WRU lo elegiría para organizar la Copa del Mundo de Rugby de 1999.
En 1995, el Estadio Nacional, que había sido diseñado en 1962, sólo contaba con una capacidad para 53000 espectadores, para la cual había sido construido, pero los estadios nacionales de las selecciones vecinas —como Twickenham (Inglaterra) con una capacidad de 75 000 espectadores, y el Murrayfield Stadium (Escocia) con una capacidad de 67 000 — le superaban ampliamente. Francia estaba a punto de construir el Stade de France, que tendría una capacidad de más de 80 000 espectadores para la Copa Mundial de la FIFA 1998. La capacidad original del Estadio Nacional fue de 65 000, pero se había reducido a 53 000 debido a la entrada en vigor del Informe Taylor. Once mil de las 53 000 localidades de su capacidad estaban en la grada oriental, y la conversión a un estadio de asientos habría reducido la capacidad del estadio aún más, permitiendo la estancia de 47 500 personas.
Otro de los problemas era que el estadio estaba oculto por los edificios próximos al sur en Park Street, Wood Street y al este en Westgate Street, además de Cardiff Rugby Ground al norte. Sólo era totalmente visible desde el otro lado del río Taff, al oeste. El acceso era muy restringido, con la entrada principal en una estrecha abertura en Westgate Street al este, compartida por vehículos en distinto sentido y espectadores por igual.
Entre las nuevas medidas se incluía la adición de un tercer anillo en el estadio ya existente, o el traslado a un nuevo lugar. Esta última opción fue descartada porque habría requerido un gran aparcamiento de coches y habría sometido a fuertes presiones a corto plazo la infraestructura de transporte local, creando atascos de tráfico e incrementando la contaminación. El comité finalmente aceptó la creación de un nuevo estadio en el mismo espacio, pero con un considerable aumento de su capacidad. También implicaría el desplazamiento de la alineación del estadio de oeste-este a norte-sur. Esta decisión contó con el apoyo de la Comisión del Milenio. Se convertiría en la cuarta remodelación del Cardiff Arms Park. El nuevo estadio debía tener un techo retráctil para albergar un espacio de usos múltiples, con un campo de césped para rugby y fútbol. En ese momento, los únicos techos retráctiles de Europa se encontraban en dos estadios holandeses: el Amsterdam Arena, acabado en 1996 con una capacidad de 50 000 espectadores, y Gelredome de Arnhem, una planta con capacidad para 30 000 espectadores, construido entre 1996 y 1998.
Para permanecer en el mismo sitio, Arms Park, había que encontrar un espacio adicional permitiese un acceso seguro y proporcionase el espacio suficiente para el aumento de la capacidad y la mejora de las instalaciones. Esto se logró mediante la compra de los edificios adyacentes al sur y al este, y la construcción de un nuevo paseo junto al río Taff por valor de seis mil libras en el lado oeste del estadio.
En 1999, el Millennium Stadium había sustituido al Estadio Nacional y Cardiff Arms Park como el estadio nacional de Gales de rugby y fútbol. El Cardiff RFC continúa jugando como antes en el Cardiff Arms Park, destinado principalmente al rugby, que había sustituido al campo de cricket en 1969.

### Construcción
El estadio fue diseñado por un equipo dirigido por Rod Sheard en Lobb Sport Architecture. Se fusionaron para convertirse en HOK Sport Venue Event, conocidos como Populous desde principios de 2009. El contratista fue Laing O'Rourke, y los ingenieros estructurales WS Atkins. Mike Otlet de WS Atkins, diseñó el techo retráctil del estadio. La empresa italiana Cimolai S.P.A. fabricó y erigió los 72 pórticos planos de acero para las gradas y todos los 4500 componentes de la cubierta.

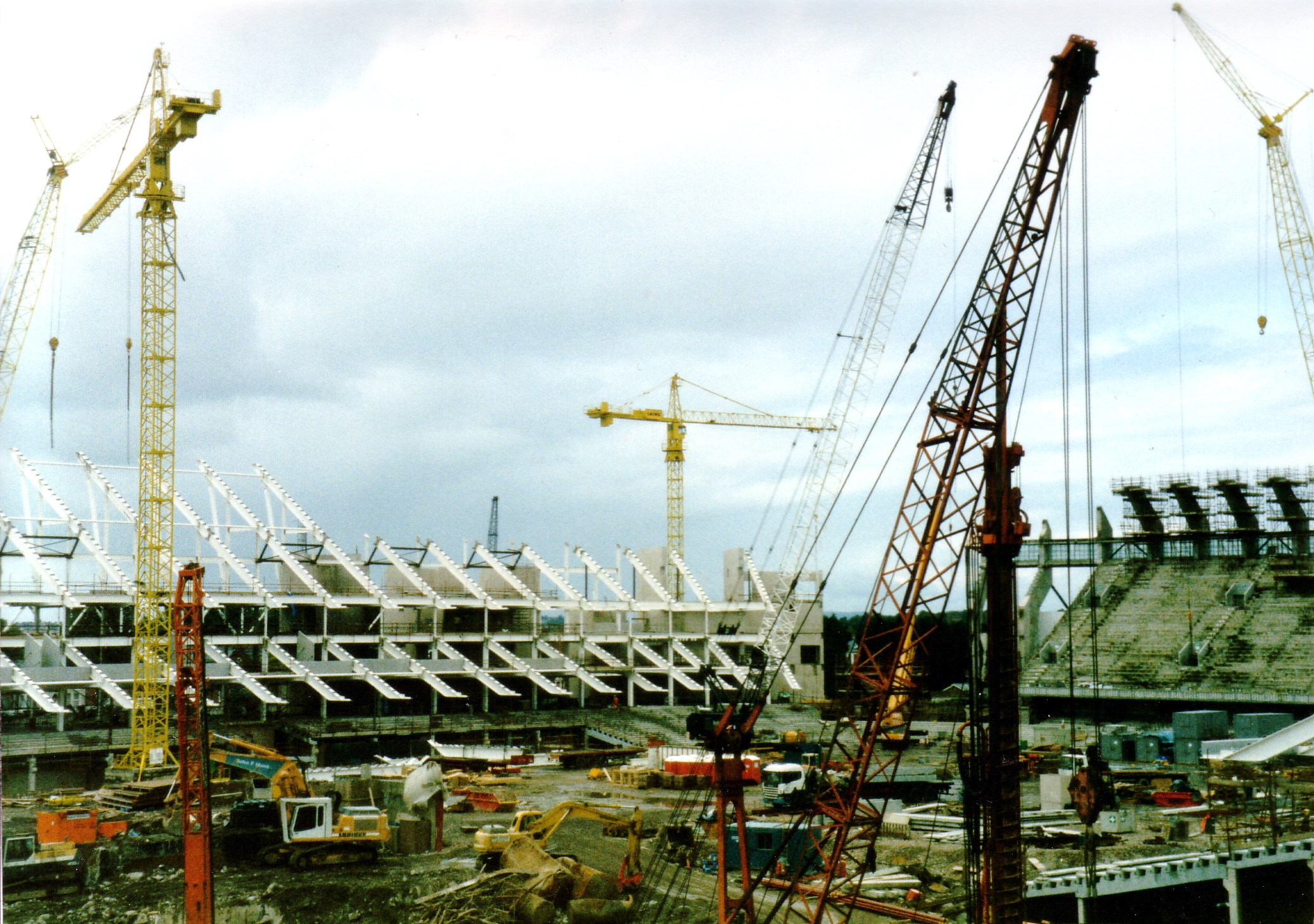
La tribuna oeste (izquierda) y la norte (derecha) durante la construcción del estadio.

La construcción implicó la demolición de varios edificios, principalmente el Estadio Nacional existente (Cardiff Arms Park), la piscina Wales Empire Pool en Wood Street, el edificio Cardiff Empire Telephone Exchange (propiedad de BT), la nueva Reserva Voluntaria y Auxiliar Territorial en Park Street y las oficinas de la Seguridad Social en Westgate Street.
Fue construido por Laing en 1999, y a la cabeza del proyecto se encontraba Steve Ager. Buscaban que albergase la Copa Mundial de Rugby de 1999, en la que Gales fue el anfitrión. En él se jugaron siete de los 41 partidos, incluyendo cuatro de Gales, el partido por el tercer puesto y la final.
El coste total fue de 121 millones de libras esterlinas, financiado por inversión privada, y 46 millones de libras de fondos públicos de la Comisión del Milenio, la venta de bonos a sus aficionados (que ofrecían billetes garantizados a cambio de un préstamo sin intereses) y préstamos. El desarrollo de la construcción dejó a la WRU fuertemente endeudada.
El Millennium Stadium fue utilizado por primera vez para un gran evento el 26 de junio de 1999, cuando la selección de rugby de Gales jugó frente a Sudáfrica en un partido amistoso ante una multitud en pruebas de 29 000 espectadores. Gales ganó el partido 29-19, la primera victoria de los Red Dragons sobre los Springboks.

## Características y equipamiento

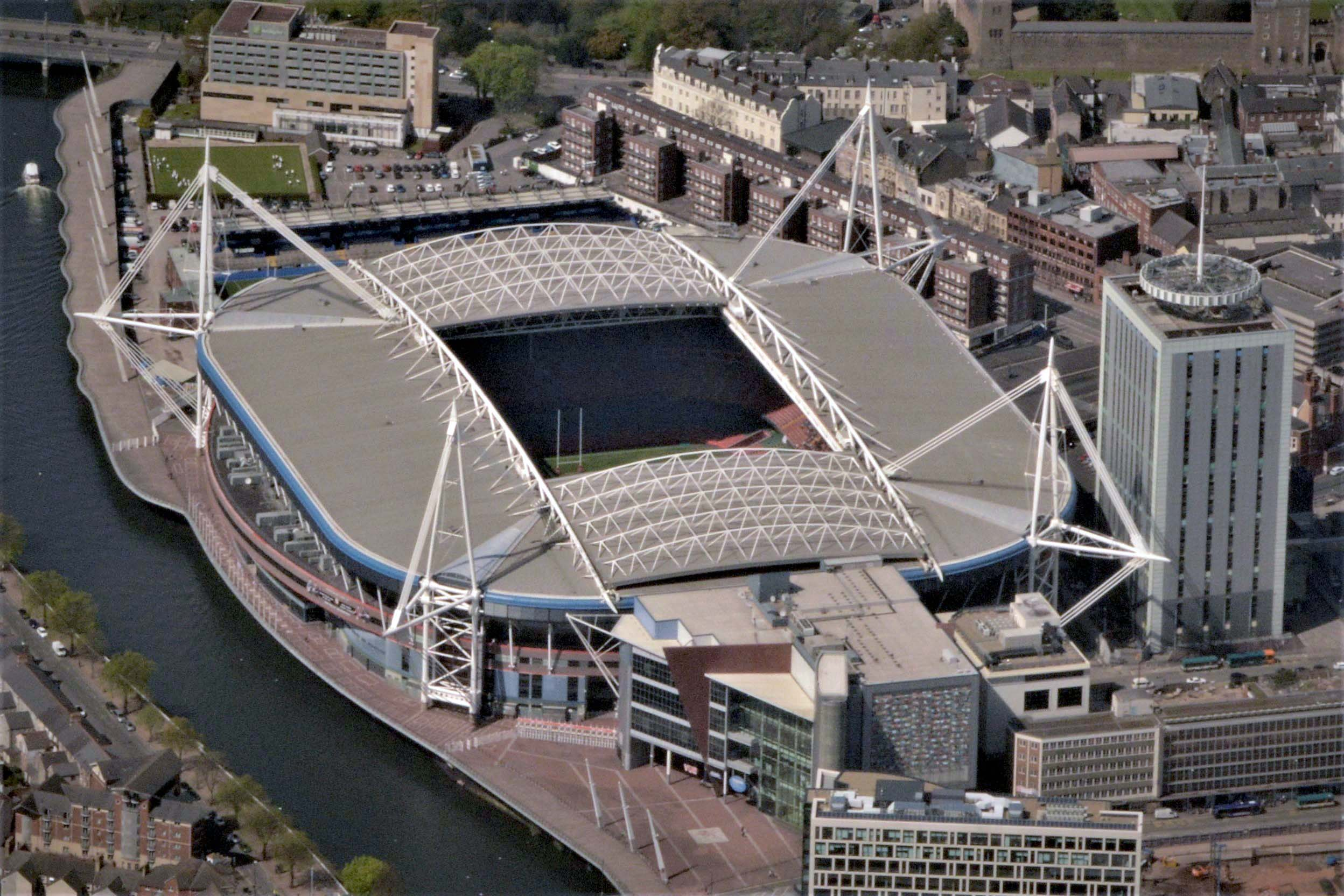
Vista exterior del estadio junto al Río Taff el 3 de mayo de 2016.

El estadio tiene capacidad para 74 500 aficionados, todos ellos sentados. Cuenta con un techo retráctil —el segundo estadio de este tipo en Europa— y es el estadio de fútbol más grande del mundo con esta característica por capacidad. En determinadas ocasiones se agregan asientos adicionales para eventos especiales, como ocurrió en un partido de rugby contra los All Blacks de Nueva Zelanda, o en la final de la FA Cup. La asistencia récord actual es de 74576 personas, que se produjo en la victoria de Gales sobre Escocia (30-15) en el campeonato del Seis Naciones 2008, el 9 de febrero de 2008.

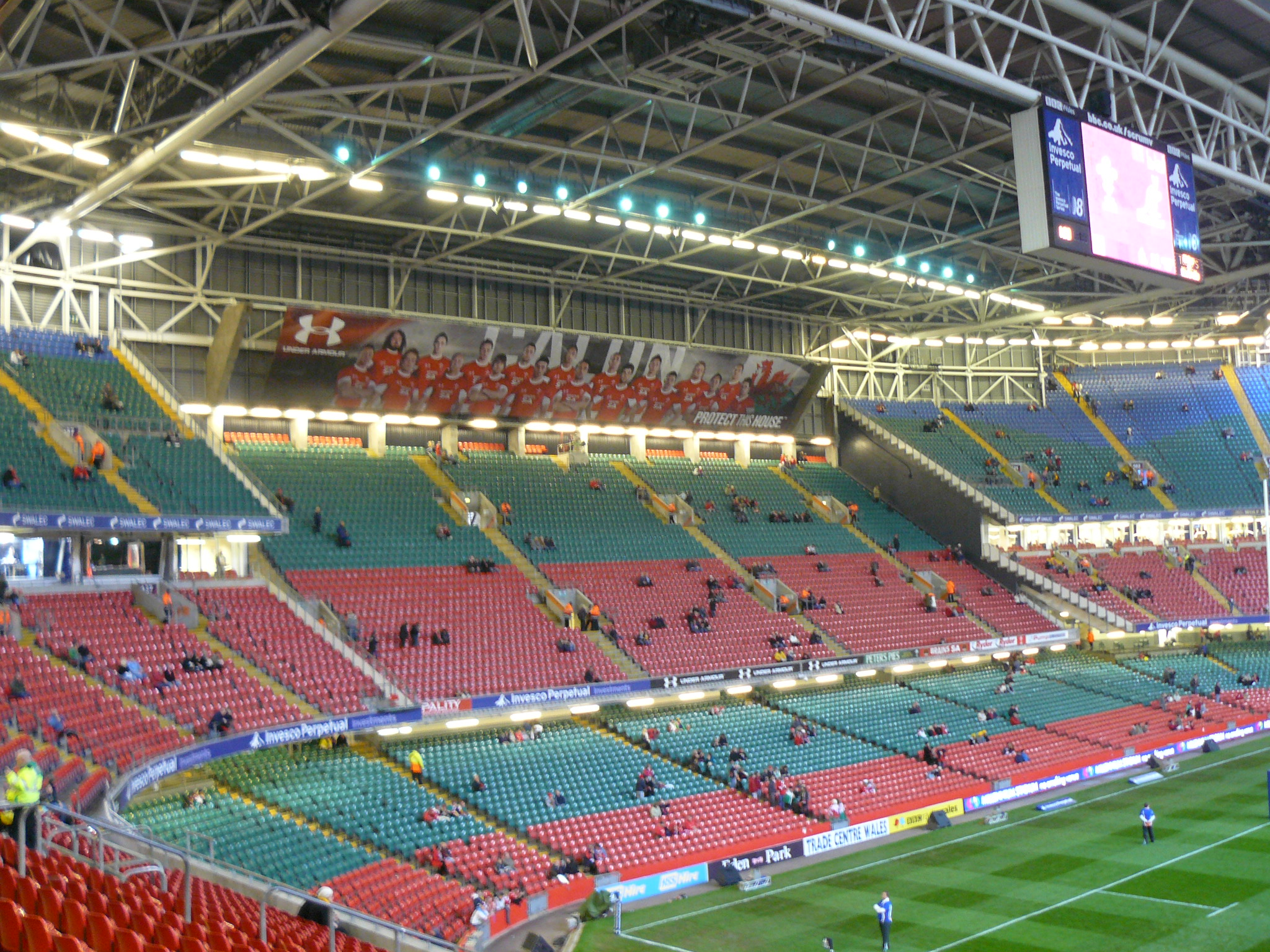
Glanmor's Gap, en la tribuna norte.

El césped es de hierba natural, compuesto sobre un sistema modular instalado por GreenTech ITM. Cuenta con un sistema de riego y drenaje. El terreno de juego en sí se coloca en la parte superior de unas 7412 paletas movibles, lo que le permite ser utilizado para conciertos, exposiciones y otros eventos.
Las cuatro tribunas del terreno de juego son la North Stand (tribuna norte), West Stand (tribuna oeste), South Stand (tribuna sur) y la BT Stand (tribuna este). La South Stand era conocida previamente como el Hyder Stand, hasta que la compañía Hyder PLC la puso en venta. El estadio cuenta con tres anillos de asientos, a excepción del North Stand, que tiene dos niveles. El nivel inferior puede abergar aproximadamente 23 500 espectadores, el nivel medio 18 000 y los niveles más altos tienen capacidad para 33 000.

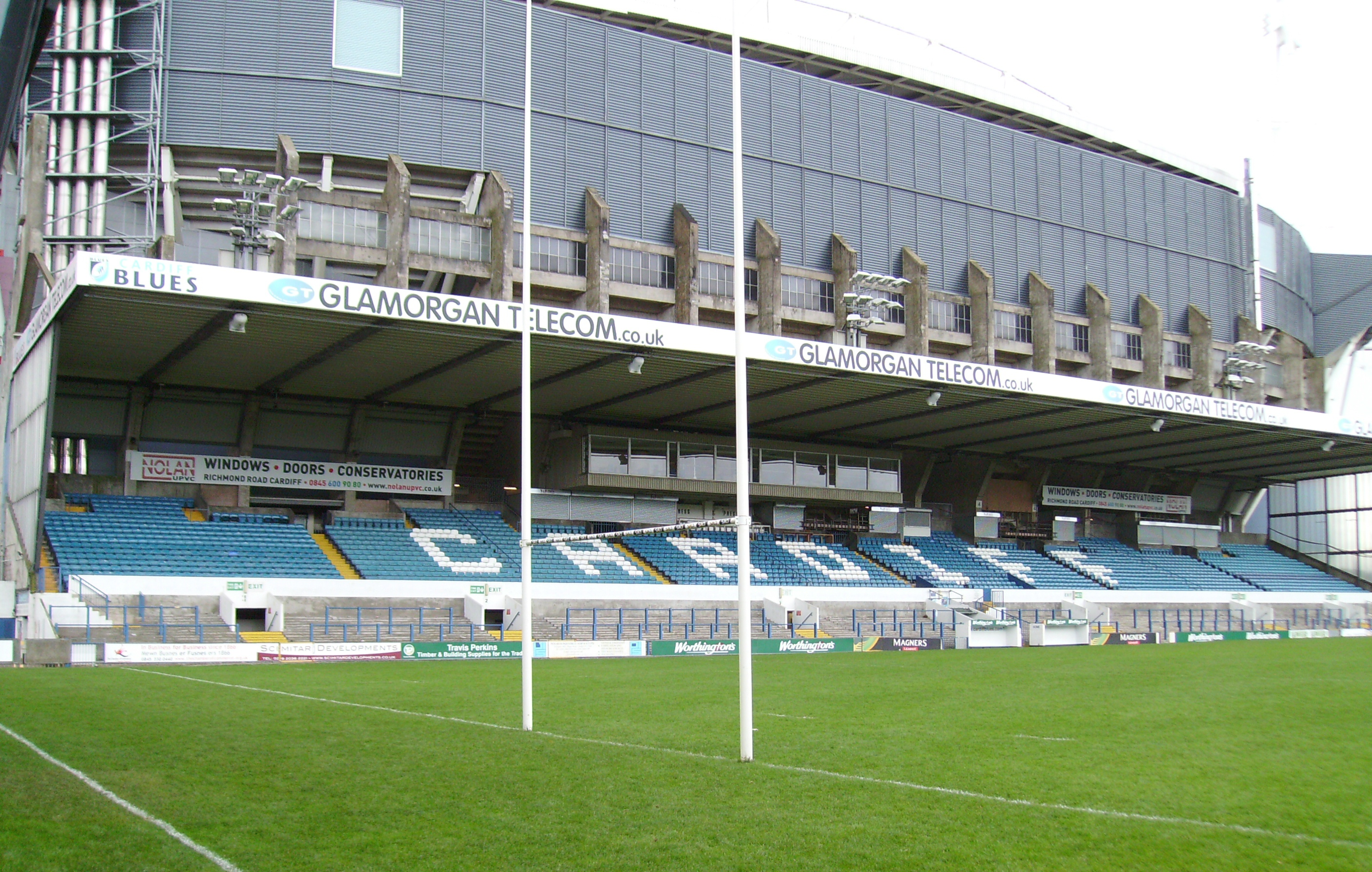
Los escasos metros que separan al Millennium Stadium (al fondo) del Cardiff Arms Park fue una limitación para el tamaño del nuevo estadio.

El tamaño del estadio quedó limitado debido a su proximidad a la sede del Cardiff Rugby Club, el estadio más pequeño adyacente dentro de Cardiff Arms Park. La WRU no pudo asegurar fondos suficientes para incluir la tribuna norte en el nuevo estadio, y la Comisión del Milenio no permitió que parte de sus fondos pudieran ser utilizados para la construcción de un nuevo estadio para el Cardiff RFC. La WRU mantuvo contacto con el Cardiff RFC con el fin de ver si sería posible que el club se trasladase o financiara una remodelación del Arms Park de Cardiff, pero las negociaciones no tuvieron éxito. Así pues, el estadio tuvo que ser modificado con un hueco en su estructura en la tribuna norte, conocido coloquialmente como Glanmor's Gap («hueco» o «vacío de Glanmor»), en honor a Griffiths Glanmor, el entonces presidente de la WRU.

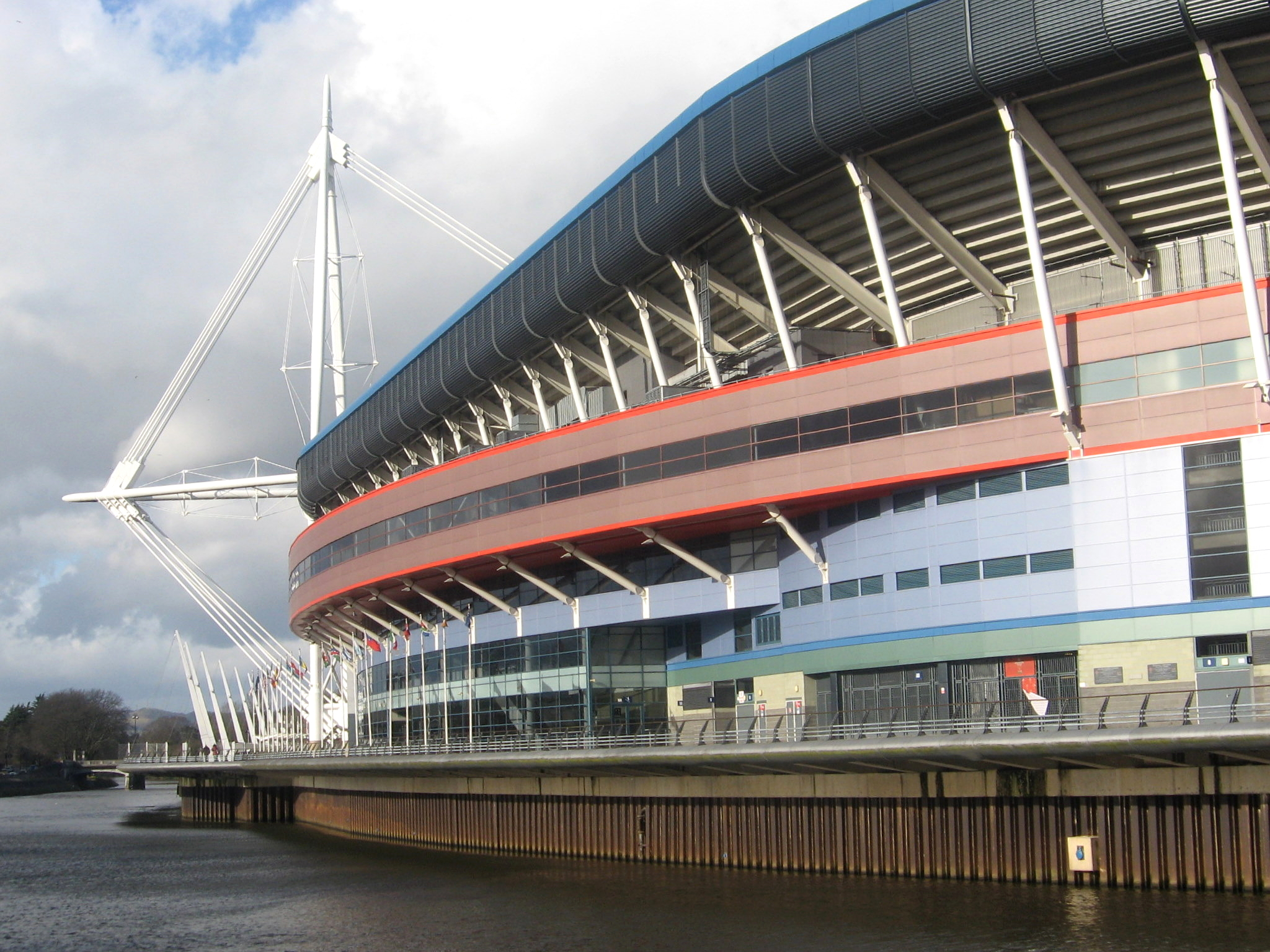
Uno de los cuatro mástiles que conforman la estructura del estadio junto al río.

La superestructura del estadio se basa en cuatro mástiles de 90,3 metros. El estadio fue construido a partir de 56 000 toneladas de hormigón y acero, y cuenta con 124 suites de hospitalidad, 7 salones de bienvenida, 22 bares, 7 restaurantes, 17 puntos de primeros auxilios, 12 escaleras mecánicas y 7 ascensores. Tiene siete puertas de acceso al interior, la Puerta 1 va desde el paseo del río a través de Castle Street (al norte), las Puertas 2 y 3 a través de Westgate Street (al este), la Puerta 4 se destina a Seguridad sólo vía Westgate Street, la Puerta 5 a través de Park Street y la Puertas 6 y 7 a través de Millennium Plaza (estas tres últimas en el sur).
Se espera que un posible desarrollo adicional del estadio comience, al menos, en 2020. Cualquier actualización posible supondrá la sustitución de la antigua tribuna norte del antiguo Estadio Nacional, con una nueva tribuna similar a las tres existentes actualmente. Esto conseguirá la clásica forma de tazón en el estadio y aumentará su capacidad a unos aproximadamente 80 000 espectadores. Se resolverán los problemas actuales de deterioro de la calidad del hormigón en la antigua estructura de la tribuna norte.
En cada uno de los bares, las llamadas «máquinas de alegría» pueden llegar a verter 12 litros en menos de 20 segundos. Durante un partido entre Gales Francia, 63 000 seguidores bebieron 77 184 litros de cerveza, casi el doble de los 44 000 litros bebidos por un número similar de aficionados en un partido en Twickenham, en Londres. El estadio tiene un halcón residente llamado Dad, que se emplea para alejar las gaviotas y palomas al exterior del estadio.
En 2005, el estadio instaló la Arena Partition Drape System, un telón negro de 1100 kg, del que formaban parte doce cortinas de 9x35 metros, para variar la audiencia de una capacidad de más de 73 000 espectadores a entre 12 000 y 46 000, dependiendo de las cuatro posiciones diferentes en las que se pueden colgar. Las cortinas se pueden almacenar en el techo del estadio mientras que este no esté en uso. El costo de un millón de libras de la cortina fue financiado por el estadio, la Comisión del Milenio, los servicios de restauración Letherby y Christopher (Compass Group) y por Consejo de Gales de Turismo. El telón fue suministrado por Blackout LTD.

## Uso del estadio
Además de partidos internacionales de rugby y fútbol, el Millennium Stadium ha acogido una gran variedad de deportes, incluyendo rugby league (con torneos como la final de la Challenge Cup final en tres ocasiones entre 2003 y 2005), boxeo, el Rally de Gales Gran Bretaña del Campeonato Mundial de Rally, Monster Jam y cricket interior. El partido de cricket de interior entre los británicos y el equipo del resto del mundo de la Pertemps Power Cricket Cup, tuvo lugar el 4 y 5 de octubre de 2002. Desde 2001 es sede de la fecha británica del Grand Prix de Speedway.

### Rugby
El estadio es la sede del equipo de rugby de Gales, donde juega todos sus partidos como local. Estos encuentros incluyen los pertenecientes al Seis Naciones, así como las pruebas de noviembre en contra de las naciones del hemisferio sur. Además del estadio de la selección, se ha utilizado también para partidos de la Liga Celta, como los de la Copa Heineken.

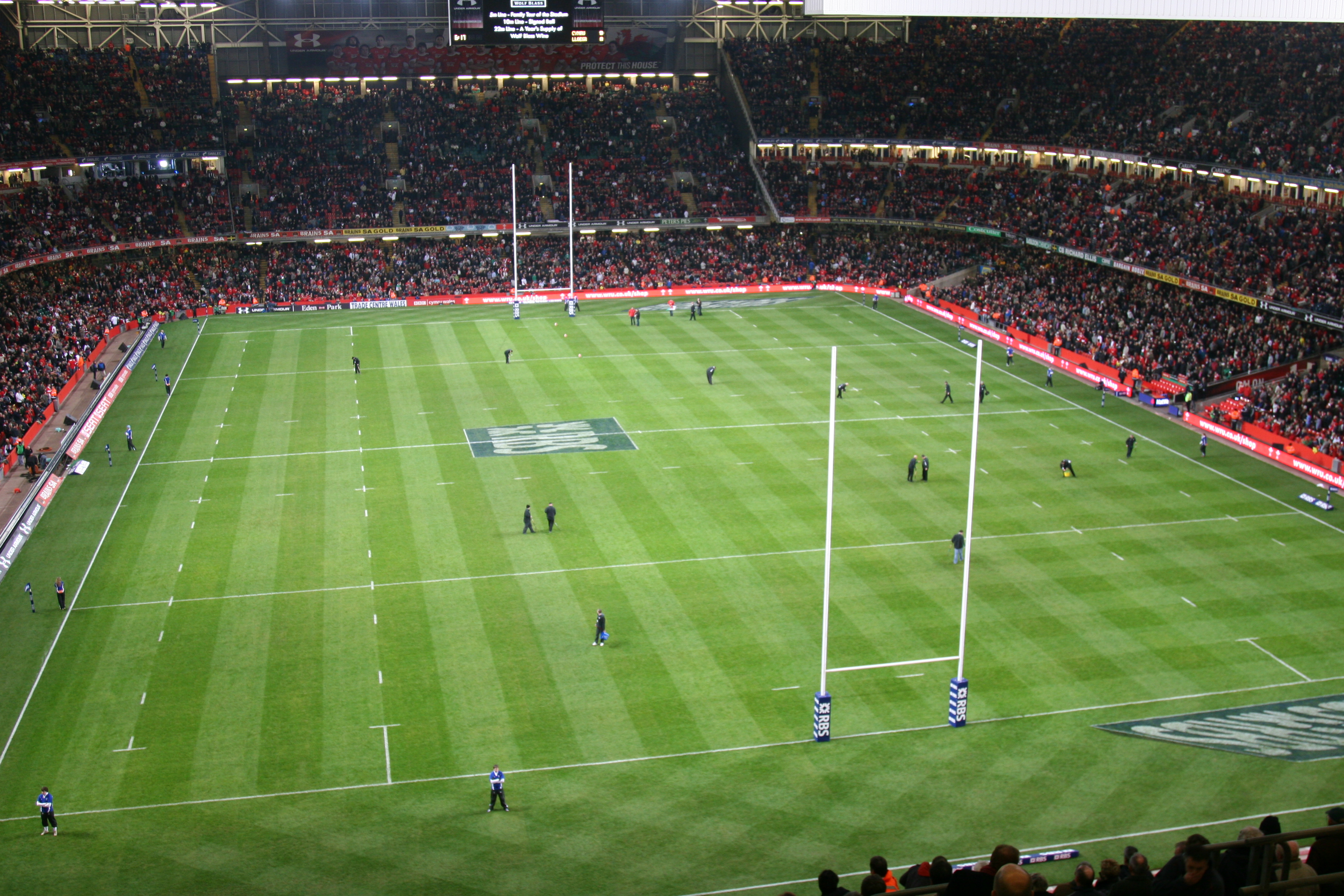
Partido de rugby entre Gales e Inglaterra perteneciente al Seis Naciones 2009 en el Millennium Stadium.

Ha sido sede de las semifinales de la Copa Anglo-galesa en 2006 y 2007, así como las finales de la Copa Heineken en:
- 2001–02: Leicester Tigers 15 – 9 Munster[33]
- 2005–06: Munster 23 – 19 Biarritz[34]
- 2007–08: Toulouse 13 – 16 Munster[35]
- 2010–11: Leinster 33 – 22 Northampton

Fue sede del primer partido de la gira británica de los British and Irish Lions a Nueva Zelanda en 2005, cuando empató 25-25 contra Argentina en un partido de prueba. El 30 de marzo de 2011, también fue anfitrión del partido de rugby de la Welsh Varsity por primera vez en la historia.
La Welsh Rugby Union fue sede de la Copa del Mundo de Rugby de 1999, y la final fue disputada en el estadio. El Millennium Stadium también fue anfitrión de tres partidos del grupo 1 y los partidos de cuartos de final (Nueva Zelanda 18-20 Francia) de la Copa del Mundo de Rugby de 2007.
El 15 de octubre de 2011, fue abierto a los aficionados de la Welsh Rugby Union de forma gratuita, siempre y cuando estos se vistiesen de rojo para que pudieran disfrutar de una proyección en vivo de la semifinal de la Copa del Mundo de Rugby de 2011 entre Gales y Francia, que se jugaba en el Eden Park de Auckland, Nueva Zelanda. El partido se proyectó en las pantallas grande, en todas de televisión y en una que fue traída especialmente para la ocasión. Esto también se repitió en la final por el bronce entre Gales y Australia, en la que Gales quedó en cuarto lugar.

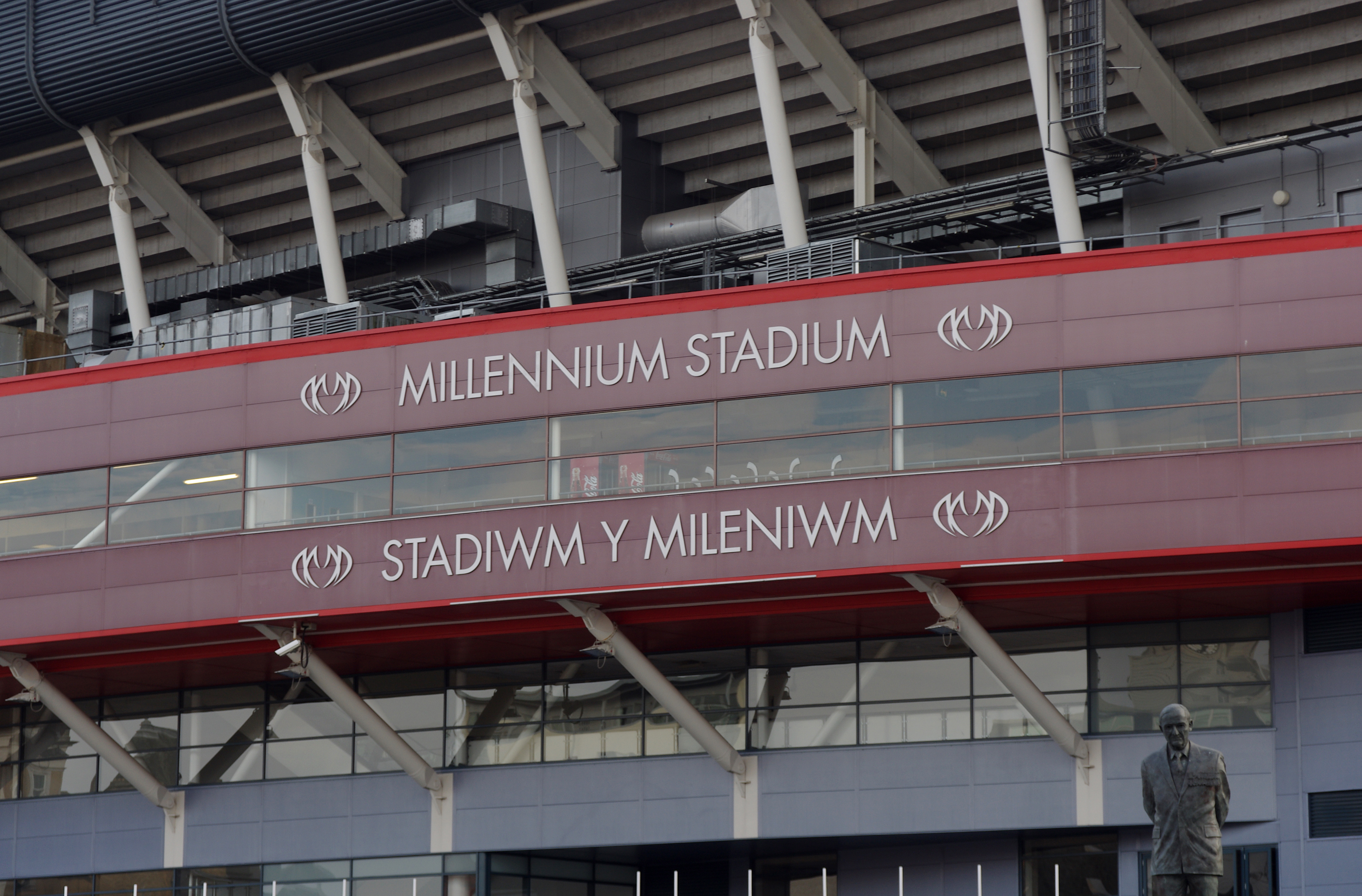
Detalle del nombre del estadio en la entrada: en la parte superior «Millennium Stadium» en inglés y, en la parte inferior, «Stadiwm y Mileniwm» en galés.

El estadio será la sede de ocho partidos de la Copa del Mundo de Rugby de 2015, incluyendo dos de Gales y dos de cuartos de final.
Rugby league
El Millennium Stadium ha acogido tres finales de la Challenge Cup de rugby league a partir de 2003-2005. En 2003, los Bradford Bulls derrotaron a los Leeds Rhinos 22-20 frente a 71 212 espectadores. St Helens derrotó al Wigan por 36-16 en 2004 frente a 73 734 aficionados, mientras que el Hull derrotó 25-24 al Leeds en 2005 frente a 74 213, la mayor multitud congregada en la Challenge Cup en el estadio en una final.
También, en 2007, fue sede de la inauguración del Millennium Magic. Este fue un evento que tuvo lugar durante dos días en mayo, cuando se jugó una ronda completa de partidos de la Super League, tres el sábado y tres el domingo. El evento fue considerado un éxito por el órgano rector del deporte, la RFL. Un segundo evento del Millennium Magic tuvo lugar en mayo de 2008, aunque los eventos de 2009 y 2010 se celebraron en el Murrayfield Stadium y se les designó con el nombre de Magic Weekend. En 2011, el Magic Weekend se trasladó a Cardiff con la primera ronda de la Super League.
También se han celebrado tres partidos internacionales de rugby league en el estadio. Dos de ellos tuvieron lugar el 5 de noviembre de 2000 en la Copa Mundial de Rugby League 2000, con el empate entre el Líbano y las Islas Cook (22-22), y Gales perdió ante Nueva Zelanda 58-18. Gales también perdió ante esta 50-22 en el Millennium Stadium en 2002.
El sábado 26 de octubre de 2013, el Millennium Stadium fue sede de los partidos de apertura de la Copa Mundial de Rugby League de 2013: un doble enfrentamiento, Gales contra Italia e Inglaterra contra Australia.

### Fútbol
Desde el 2000, el estadio también ha sido la sede casi permanente del fútbol galés. La selección de Gales juega la gran mayoría de los partidos como local en él, varios de sus partidos amistoso, que alterna con Racecourse Ground de Wrexham o Liberty Stadium de Swansea. El primer partido de fútbol de Gales en el estadio se produjo en el 2000, entre las selecciones de Gales y Finlandia, que significó una asistencia récord en el fútbol galés con más de 66 000 espectadores. Esta cifra ha sido superada en varias ocasiones.

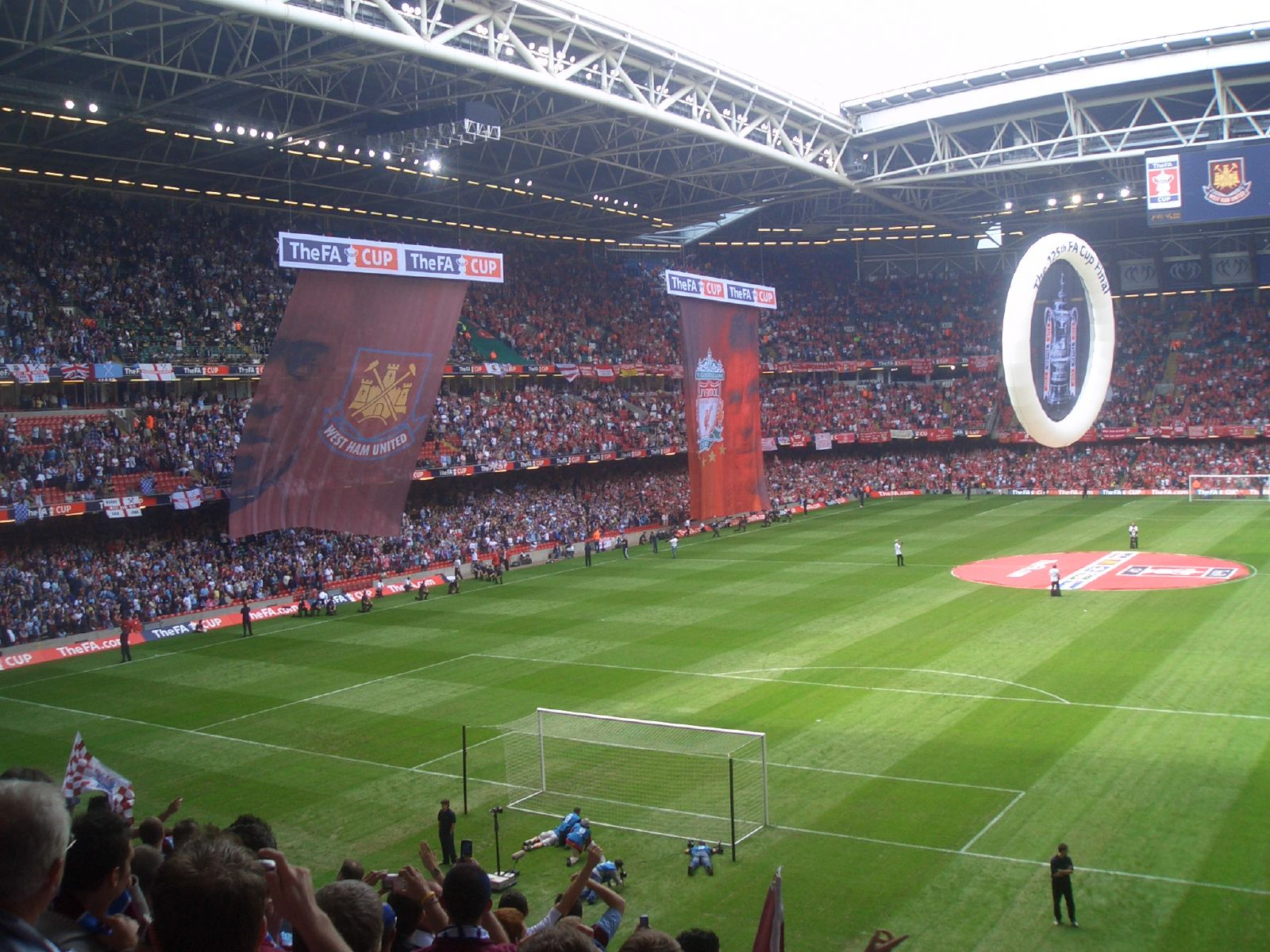
Final de la FA Cup 2006 entre el West Ham United y el Liverpool.

En 2001, la Asociación de Fútbol de Gales (FAW) confirmó que había una oferta para acoger la final de la Liga de Campeones de la UEFA 2003. El estadio ha sido recientemente clasificado como un estadio cinco estrellas por la UEFA, por lo que se encontraba entre los favoritos para albergar el partido, pero al final fue finalmente otorgado a Old Trafford, sede del Manchester United.
El Millennium Stadium habría sido una de las sedes de una propuesta de la UEFA Euro 2016 que Gales presentó conjuntamente con Escocia. Sin embargo, la oferta no llegó a la fase formal de selección de la UEFA, después de haber sido abandonado por las federaciones galesas y escocesas por razones financieras.
Debido a las pobres actuaciones del equipo nacional, el estadio ha experimentado una notable disminución de asistencias, por lo que la FAW ha considerado la celebración de los partidos en otros lugares como el Liberty Stadium y el reciente Cardiff City Stadium.
Mientras que el Millennium Stadium se encontraba en construcción, el estadio Wembley, original de 1923, fue sede de la selección de rugby de Gales. El favor fue devuelto desde el estadio nacional en 2001. Mientras que Inglaterra reconstruía su nuevo Wembley, el Millennium Stadium acogió las finales de competiciones de fútbol inglesas de la FA Cup, la League Cup o FA Community Shield, entre otras.
El estadio alcanzó una fama aparente de "gafe" para los equipos visitantes, ya que las primeras once grandes finales de copa fueron ganadas por los equipos que ocuparon el lugar de local. El Stoke City venció 2-0 al Brentford en 2002, poniendo fin a esta creencia, después de que Paul Darby-Dowman realizase una bendición feng shui. Esto puede haber sido poco más que un truco publicitario.
El Liverpool fue el primer equipo en ganar la FA Cup en el Millennium Stadium en 2001, después de vencer al Arsenal por 2-1. También ganó la última FA Cup que se celebró en el Millennium Stadium en 2006, después de vencer al West Ham United por 3-1 en la tanda de penaltis, que siguió empatando 3-3 después de la prórroga.
También se disputaron partidos de play-offs de la Third Division en 2003, cuando el AFC Bournemouth venció al Lincoln City con unos resultados de 5-2. En este partido, el Bournemouth estableció un nuevo récord de mayor número de goles anotados por un equipo en un solo partido en el estadio. Este registro ha sido igualado, pero no derrotado desde entonces.
El último partido de copa nacional se jugó cuando Doncaster Rovers venció al Bristol Rovers por 3-2 en la prórroga de la final de la Football League Trophy, el 1 de abril de 2007.
El estadio fue una de las sedes de la competición de fútbol en los Juegos Olímpicos de Londres de 2012. Tuvo el honor de acoger el acto de apertura de los Juegos, una victoria de 1-0 para el equipo femenino de Gran Bretaña frente a Nueva Zelanda, así como otros cuatro partidos de grupo y de los cuartos de final del torneo femenino, tres partidos de grupo, y el partido por la medalla de bronce en el torneo masculino.

### Final de laLiga de Campeones de la UEFA 2016-17
La final europea de clubes de fútbol entre el Real Madrid y la Juventus de Turín, se disputó en este estadio el sábado 3 de junio de 2017, a las 20:45, hora central europea, 19:45 hora local.
| Fecha              | Equipo #1 | Resultado | Equipo #2   | Ronda                   | Espectadores |
| ------------------ | --------- | --------- | ----------- | ----------------------- | ------------ |
| 3 de junio de 2017 | Juventus  | 1 - 4     | Real Madrid | Final Liga de Campeones | 65 842       |

### Lucha Libre Profesional
El 12 de abril de 2022, la empresa de lucha libre norteamericana WWE anunció que el 3 de septiembre de 2022 celebraría un premium live event en el Millennium Stadium, comenzando con la preventa de entradas. Fue anunciado como el evento más grande de WWE en Reino Unido desde la celebración de SummerSlam en el antiguo Estadio de Wembley en 1992. El 29 de abril se anunció que el evento llevará por nombre Clash at the Castle.